# Emerald (lớp tàu tuần dương)
Lớp tàu tuần dương Emerald hoặc lớp E là một lớp bao gồm hai tàu tuần dương hạng nhẹ của Hải quân Hoàng gia Anh Quốc chế tạo sau khi Chiến tranh Thế giới thứ nhất kết thúc, và đã phục vụ rộng rãi trước và trong Chiến tranh Thế giới thứ hai. Cả hai chiếc đều sống sót qua cuộc chiến, và được tháp dỡ vào năm 1946-1948

## Bối cảnh
Sau lớp Hawkins vào cuối Chiến tranh Thế giới thứ nhất, ba chiếc thuộc một lớp tàu mới được đặt hàng vào tháng 3 năm 1918, được thiết kế hy sinh các đặc tính khác nhằm nhấn mạnh đến tốc độ cao, với mục đích chống lại các tàu tuần dương mới tốc độ cao được đồn đại của Đức, như lớp lớp Brummer và đặc biệt là các tàu rải mìn tại Bắc Hải. Tuy nhiên, việc chế tạo chiếc thứ ba, HMS Euphrates, bị hủy bỏ vào tháng 11 năm 1918.

## Thiết kế
Lớp Emerald được thiết kế dựa trên lớp Danae trước đó, nhưng có một tỉ lệ chiều dài so với chiều ngang mạn tàu rất cao, nhưng chỉ có thêm một khẩu pháo chính cho dù lớn hơn và đắt hơn nhiều. Nhiều tính năng được cắt giảm để có thể đạt được tốc độ 33 hải lý trên giờ (61 km/h), Công suất động cơ được tăng gấp đôi và chiều dài lườn tàu được tăng thêm 100 ft (30 m), trọng lượng rẽ nước tăng 50%. Chỉ có hai chiếc được thực sự chế tạo, và chúng được hoàn tất vào năm 1926. Phải cần đến bốn chân vịt cho hệ thống động lực được gia tăng, và được vận hành từ hai phòng động cơ. Có bốn phòng nồi hơi, các phòng số 2 và số 3 được sắp đặt cạnh nhau và khí thải thoát vào một ống khói chung. Các hầm đạn được đặt giữa phòng nồi hơi số 2 và số 3 và phòng động cơ phía trước, và giữa phòng nồi hơi số 4 và phòng động cơ phía sau. Điều này đã đưa đến cách bố trí ống khói kỳ lạ, nhất là khi vào năm 1935, việc lắp đặt một máy phóng dài hơn buộc phải chuyển cột ăn-ten chính ra phía trước ống khói sau, và các ống khói được nâng cao thêm 5 ft (1,5 m).
Vào đầu những năm 1930, Enterprise được trang bị một kiểu tháp pháo 152 mm (6 inch) nòng đôi nguyên mẫu vào chỗ của hai tháp pháp nòng đơn phía trước; đây là kiểu tháp pháo mà sau này được trang bị cho các lớp Leander, Amphion và Arethusa. Chúng chiếm ít chỗ hơn so với các tháp pháo 'A' và 'B' bắn thượng tầng trên chiếc Emerald, nhờ đó cầu tàu được dịch chuyển lên phía trước. Bản thân cầu tàu cũng là một thiết kế mới, là một khối duy nhất với tháp chỉ huy bên trên, thay vì là những bệ truyền thống được xây dựng chung quanh cột ăn-ten trước và đài hoa tiêu với bệ quan sát bên trên. Thiết kế cầu tàu này sau đó được áp dụng cho lớp tàu tuần dương County.
Bất kể tuổi tác và hình dạng khác thường bên ngoài, hai chiếc trong lớp tiếp tục là những tàu tuần dương nhanh nhất của Hải quân Hoàng gia vào lúc Chiến tranh Thế giới thứ hai nổ ra, HMS Emerald đã đạt hơn 32 hải lý trên giờ (59 km/h) khi chạy thử máy đầy tải vào năm 1939. Giống như những chiếc thuộc lớp lớp Hawkins, chúng được sử dụng chủ yếu trên các tuyến đường hàng hải thương mại đại dương, cũng như hoạt động cùng hạm đội tại Viễn Đông.

## Cải biến
Vào giữa những năm 1930, cả hai chiếc đều được trang bị máy phóng thay thế cho các bệ cất cánh đã lỗi thời; và được bổ sung bộ điều khiển hỏa lực Mark I cho các khẩu đội 4 inch, bố trí giữa tàu giữa bệ đèn pha và ống khói phía sau. Ống khói cũng được nâng cao thêm 5 ft (1,5 m) vào giai đoạn này. Dự định tăng cường hỏa lực phòng không bằng cách bổ sung một khẩu đội 4 inch nòng đôi cùng nhiều khẩu 2 pounder bị ngăn trở do chiến tranh nổ ra. Emerald được trang bị hai khẩu đội súng máy 0,50 caliber bốn nòng trước chiến tranh, rồi trong đợt tái trang bị kéo dài từ tháng 8 năm 1942 đến tháng 4 năm 1943, nó tháo dỡ tháp pháo 152 mm (6 inch) phía sau, hai khẩu 2 pounder nòng đơn và các súng máy để thay bằng sáu khẩu 20 mm nòng đôi vận hành bằng điện, hai khẩu 2 pounder bốn nòng cùng các hệ thống radar Kiểu 273 chỉ định mục tiêu bước sóng centimet, Kiểu 281 cảnh báo trên không, Kiểu 282 và Kiểu 285 đo tầm xa cho các dàn phòng không. Vào tháng 4 năm 1944, sáu khẩu 20 mm nòng đơn được bổ sung và máy phóng được tháo dỡ.
Enterprise tháo dỡ hai tháp pháo 152 mm (6 inch) nòng đơn vào năm 1941 và thay bằng một khẩu đội 2 pounder bốn nòng. Sau đó nó được bổ sung bốn khẩu 20 mm nòng đơn; rồi trong đợt tái trang bị kéo dài từ tháng 12 năm 1942 đến tháng 10 năm 1943, nó tháo bỏ các khẩu 2 pounder và 20 mm nòng đơn, thay bằng sáu khẩu 20 mm nòng đôi vận hành bằng điện. Hai tháp pháo 152 mm (6 inch) được trang bị trở lại và bổ sung một khẩu đội 2 pounder bốn nòng thứ hai. Nó cũng được trang bị các hệ thống radar Kiểu 272 chỉ định mục tiêu bước sóng centimet cùng các kiểu 281, 282, 284 và 285. Vào tháng 2 năm 1944, bốn khẩu 20 mm nòng đơn được bổ sung và máy phóng được tháo dỡ.

## Những chiếc trong lớp
| Tàu            | Đặt lườn            | Hạ thủy              | Hoạt động        | Số phận                        |
| HMS Emerald    | 23 tháng 9 năm 1918 | 19 tháng 5 năm 1920  | tháng 1 năm 1926 | Bị tháo dỡ 23 tháng 6 năm 1948 |
| HMS Enterprise | 28 tháng 6 năm 1918 | 23 tháng 12 năm 1919 | tháng 4 năm 1926 | Bị tháo dỡ 11 tháng 4 năm 1946 |
| HMS Euphrates  | 1918                |                      |                  | Bị hủy bỏ 26 tháng 11 năm 1918 |